# Бехциці-Парцеля
Бехциці-Парцеля (пол. Bechcice-Parcela) — село в Польщі, у гміні Лютомерськ Паб'яницького повіту Лодзинського воєводства.
У 1975-1998 роках село належало до Серадзького воєводства.